# كباليمي
كباليمي هي مدينة في منطقة بلاتو في توغو، تبعد 120 كم شمال لومي و 15   كيلومتر من الحدود مع غانا . وهي العاصمة الإدارية لمحافظة كلوتو. يبلغ عدد سكان كيباليمي 75 084 نسمة،  مما يجعلها رابع أكبر مدينة في توغو، بعد لومي وسوكودي وكارا. يوجد في المدينة كاتدرائية، ومدرسة علمية، ومكتب بريد، بالإضافة إلى العديد من البنوك والمراكز الطبية والصيدليات والمقاهي الإلكترونية ومحطات البنزين.

## التاريخ

### فترة ما قبل الاستعمار (قبل 1890)
كانت تسمى كباليمي في الأصل آغومي-كباليمي، كونها واحدة من قرى شعب آغومي. من المحتمل أن ترجع أصولهم إلى اليوروبا في نيجيريا الحديثة، ولا سيما إلى مدينتين: ايفي (المركز الديني) و أويو (المركز السياسي والإداري). انتقل المهاجرون تدريجياً إلى الغرب، واستقروا في كيتو ( بنين )، تادو ( توغو )، وفي النهاية أسسوا مدينة نوتسي.

## الحرف

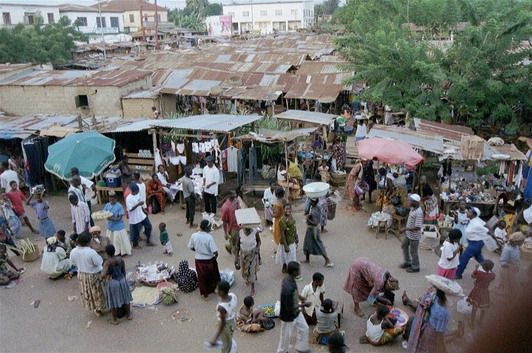
سوق كباليمي

كباليمي هو المركز الرئيسي في توغو للحرف اليدوية مثل النحت الخشبي، والنسيج، والخوص، والكالاباش المزخرف، والباتيك، والرسم، والفخار، والسيراميك والفراشات المركبة.  يوجد في البلدة 36 ورشة فنية ومنافذ بيع بالتجزئة في البلدة،  وأيضًا كلية تدريب حرفي. 

## طعام

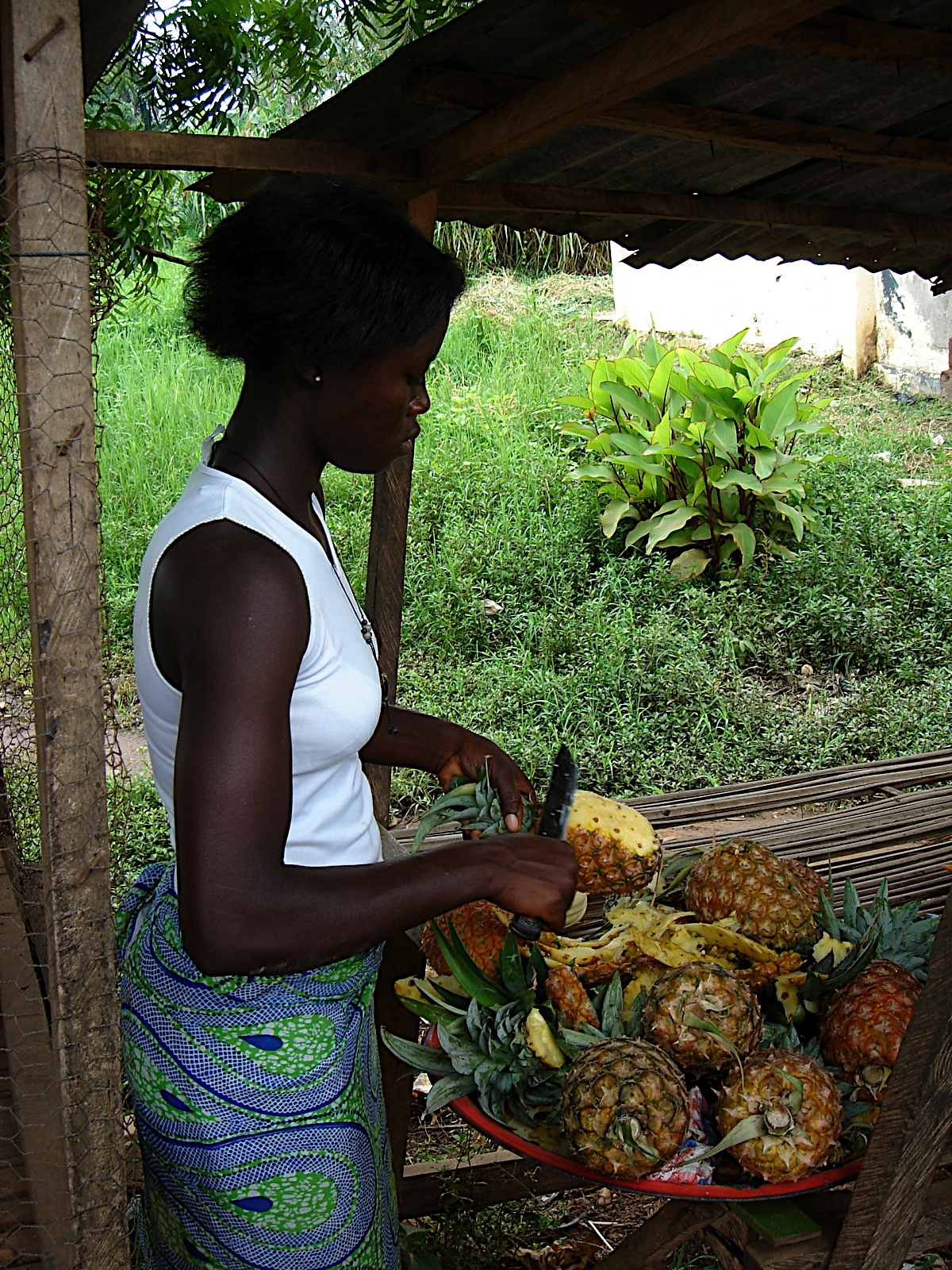
بائع فواكه كباليمي

تشمل التخصصات المحلية نبيذ النخيل والدجاج المشوي أو السمك المقدم مع فوفو (البطاطا المسلوقة والمقلية) وصلصة الفول السوداني.

## اللغات
اللغة المحلية الرئيسية هي إيوي، أصبحت لغة تواصل مشتركة لكل جنوب توغو. كما تحدث على نطاق واسع لغات الشمالية مثل Kabiye، Nawdm و تيم ( كوتوكولي)، حيث أن السكان الناطقين بها هاجروا من قبل إلى الجنوب. كما يتحدث الفرنسية، وهي اللغة الرسمية في توغو، كل شخص ذهب إلى المدرسة.

## سكان بارزون
- ولد جان بيرلي (مواليد 1936)، عالم الأنثروبولوجيا الاجتماعية الفرنسي، [10] [11] في ميساهوه، بالقرب من كباليمي، في عائلة من الإداريين الاستعماريين الفرنسيين.